# Iglesia de San Pedro (Richmond)
La Iglesia de San Pedro o antes Catedral de San Pedro (en inglés: St. Peter's Church) es una iglesia en Richmond, Virginia, al este de Estados Unidos, localizada en 800 E. Grace St.. Es la iglesia católica más antigua de Richmond. Desde la erección de la Diócesis de Richmond en 1850 hasta la finalización de la Catedral del Sagrado Corazón en 1906, la Iglesia de San Pedro sirvió como catedral y sede de la diócesis. Originalmente, la iglesia era predominantemente visitada por estadounidenses de origen irlandés.[cita requerida] La iglesia continúa sirviendo a una congregación de aproximadamente 300 personas.
Después de la Guerra Civil, el sótano de San Pedro acogió a los llamados "católicos de color" de la ciudad.